# Harpullia hirsuta
Harpullia hirsuta är en kinesträdsväxtart som beskrevs av Ludwig Radlkofer. Harpullia hirsuta ingår i släktet Harpullia och familjen kinesträdsväxter. Inga underarter finns listade i Catalogue of Life.